# Berakas "A"
Berakas "A" é uma mukim da daerah de Brunei e Muara do Brunei. A sua capital é a cidade de mesmo nome.

## Esporte
O mukim de Berakas "A" possui vários clubes no Campeonato Bruneano de Futebol: 
- Indera Sports Club
- Majra United Football Club
- MS PDB
- Wijaya Football Club
- Kilanas Football Club
- Najip I-Team
- Tabuan Muda
- Kasuka Football Club
- Tunas Football Club
- Perkasa Football Club
- Associação Bancária do Brunei
- Al Idrus Jr. FT

Há dois estádios em Berakas "A": o Estádio Sultan Hassanal Bolkiah e o Estádio Padang dan Balapan
O clube Brunei DPMM FC também é sediado neste mukim, porém, joga o Campeonato Singapureano de Futebol